# 世界の終りとハードボイルド・ワンダーランド
『世界の終りとハードボイルド・ワンダーランド』（せかいのおわりとハードボイルド・ワンダーランド）は、村上春樹の4作目の長編小説で、1985年6月15日、新潮社より刊行された。著者としては初めての書き下ろし長編小説である。装丁は司修。
第21回谷崎潤一郎賞を受賞した（30歳代での受賞は『万延元年のフットボール』で受賞した大江健三郎以来、史上二人目）。

## 概要
1985年6月、書き下ろしの単行本として新潮社から刊行された。1988年10月5日、新潮文庫として上下巻で文庫化された。1990年11月刊行の『村上春樹全作品 1979～1989〈4〉』に収録された際、若干の修正が加えられた。2002年時点で、単行本・文庫本を合わせて162万部が発行されている。講談社インターナショナルによると、海外で最も売れた村上の本のうち上位に入るのが、この小説である。
作品は40章からなり、「ハードボイルド・ワンダーランド」の章と「世界の終り」の章が交互に進行し、それぞれ世界を異にする一人称視点（「私」と「僕」）で描かれる（『海辺のカフカ』の同時間軸とは異なり、厳密な意味でパラレルに進行する訳ではない）。
執筆にとりかかったのは1984年8月。第1稿は村上の誕生日である1985年1月12日に完成した。妻に読ませたところ「後半の方は全部書き直した方がいいんじゃない」と言われ、言われたとおり後半は全部書き直した。特に最後の場面は5回か6回書き直したという。
『ノルウェイの森』（単行本）のあとがきの中で、村上はこの小説を自伝的な小説であると位置づけている。
「世界の終り」の部分は『文學界』（1980年9月号）に発表された中編小説『街と、その不確かな壁』が基になっているが、結末は大きく異なる。出版に際して、新潮社側から「題は『世界の終り』だけにならないか」という申し入れが何度かあったという。英訳版を出版する際は、版元である講談社インターナショナルから「『ハードボイルド・ワンダーランド』だけにならないか」というまったく逆の申し入れがあった。
1980年11月に村上龍から、『街と、その不確かな壁』の続編とか、あれに類するものをもっと書いた方がいい、あれだけじゃちょっと弱い、ああいうのをあと一つ二つ長いので書いて欲しいと言われ、村上（春樹）は、少し作り変えて、コラージュみたいなものをいっぱいくっつけてまとめたいという気はあるが、時間がかかる、と答えていた。
表題はエピグラフに歌詞が引用されたスキーター・ディヴィスの"THE END OF THE WORLD"から取られたと思われる。

## あらすじ

### ハードボイルド・ワンダーランド
「ハードボイルド・ワンダーランド」の章は、暗号を取り扱う「計算士」として活躍する私が、自らに仕掛けられた「装置」の謎を捜し求める物語である。
半官半民の「計算士」の組織「組織（システム）」と、それに敵対する「記号士」の組織「工場（ファクトリー）」は、暗号の作成と解読の技術を交互に争っている。「計算士」である私は、暗号処理の中でも最高度の「シャフリング」（人間の潜在意識を利用した数値変換術）を使いこなせる存在である。
ある日、私は老博士の秘密の研究所に呼び出される。太った娘（博士の孫娘）の案内で「やみくろ」のいる地下を抜けて研究所に着き、博士から「シャフリング」システムを用いた仕事の依頼を受けた。アパートに戻り、帰り際に渡された贈り物を開けると、一角獣の頭骨が入っていた。私は頭骨のことを調べに行った図書館で、リファレンス係の女の子と出会う。
翌朝、太った娘から電話があり、博士が「やみくろ」に襲われたらしいと聞く。私は謎の二人組に襲われて傷を負い、部屋を徹底的に破壊される。その後、太った娘が部屋に現れ、私に「世界が終る」ことを告げる。

#### 登場人物
- 私：「ハードボイルド・ワンダーランド」の主人公、35歳。「シャフリング」を使用できる、限られた「計算士」のうちの一人。古い映画や文学、音楽を愛好する。離婚歴あり。
- 老博士：フリーランスの生物学者。科学者になる前は株屋をやっていた。都会の地下を流れる水脈の滝の裏に、秘密の研究所を持つ。計算士である私に「シャフリング」を依頼する。
- 太った娘：博士の孫娘で17歳。肥満だが、魅力的である。ピンク色の衣服を好み、フレグランスはメロンの香り。博士から英才教育を受け、射撃、乗馬、株取引など特技は多いが、常識に疎い部分も多い。性的なことに興味津々である。サンドウィッチを作るのがうまい。
- リファレンス係の女の子：調べもののため私が訪れた図書館のリファレンス係の女性で29歳。髪が長く、スレンダーであるが胃拡張で、主人公曰く、「機関銃で納屋をなぎ倒すような」食欲の持ち主。夫と死別している。
- 大男・ちび：私を襲う謎の二人組み。大男は元プロレスラーで、ちびが面倒を見ている。二人は「システム」にも「ファクトリー」にも属さない第三の勢力に属するらしい。
- やみくろ：東京の地下に生息している。汚水を飲み、腐ったものだけを食べる。彼らについて多くは解っていないが、知性があり、一種の宗教を持っている。東京の地下鉄の発展と共に勢力を広げた。光が降りそそぐ世界に住む人間達を憎んでいるが、ほとんどの人はその存在を知らない。

### 世界の終り
「世界の終り」の章は、一角獣が生息し「壁」に囲まれた街（「世界の終り」）に入ることとなった僕が、「街」の持つ謎と「街」が生まれた理由を捜し求める物語である。
外界から隔絶され、「心」を持たないがゆえに安らかな日々を送る「街」の人々の中で、僕は「影」を引き剥がされるとともに、記憶のほとんどを失った。図書館の「夢読み」として働くことになった僕の仕事は、一角獣の頭骨から古い夢を読み解くことである。一方、僕は「影」の依頼で「街」の地図を作る作業を続け、図書館の少女や発電所の管理人などとの会話の中から「街」の謎に迫っていく。

#### 登場人物
- 僕 : 「世界の終り」の主人公。「外の世界」から「街」に入った後、「図書館」で「夢読み」という職に就く。「影」を引き剥がされた際、「外の世界」の記憶の殆どを失った。
- 影 : 主人公の影。「街」に入る際に「門番」によって僕から引き剥がされる。主人公の記憶のほとんどを所持しているが、うまく使うことができない。「街」からの脱出の機会をうかがっている。
- 門番 : 「街」の唯一の門を守る男。「獣」や「影」の世話をしている。膨大な数のナイフを所持している。
- 大佐 : この街を守っていた元軍人で、僕の隣人。「街」で唯一チェスに強い関心を示す。
- 図書館の少女 : 図書館の司書。図書館で古い夢を読む僕を補佐する。少女は「街」の他の人々と同様「心」を持たないが、母親には「心」が残っていたらしい。
- 発電所の管理人 : 「街」で唯一の発電所を管理する。不完全な「心」を有しており、そのせいで「街」には入れないが、森に追いやられることもない。
- 獣 : 「街」に生息する一角獣[注 1]。清らかで美しい生き物。ある理由から冬に多くの個体が死ぬ。しかし彼らは再び春に生まれると言われている。
- 鳥 : 「壁」を飛び越え「街」と「外の世界」を自由に行き来できる唯一の存在。つまり彼らの存在が「壁」の外の世界があることを示している。

## 登場する文化・風俗
音楽
| 「The End of the World」                      | スキータ・デイヴィスが1962年に発表したヒット曲。邦題は「この世の果てまで」。巻頭のエピグラフにこの歌の歌詞の一節が引用されている。 |
| ボブ・ディラン                                | アメリカのミュージシャン。「ハードボイルド・ワンダーランド」の章の扉絵に彼の名前と姿のようなものが描かれている。 |
| 「ダニー・ボーイ」                            | 両編で登場するアイルランドの民謡。物語の冒頭、エレベーターに乗った「私」は「ダニー・ボーイ」を口笛で吹く。また、図書館の女の子の家で「私」はビング・クロスビーの唄にあわせて同曲を唄う。「世界の終り」の章では、「僕」は手風琴で同曲を弾く。 |
| ロベール・カサドシュ                          | フランスのピアニスト（1899年 - 1972年）。「私」は次のように叙述する。「ベッドに寝転んで、ロベール・カサドシュがモーツァルトのコンチェルトを弾いた古いレコードを聴いた。モーツァルトの音楽は古い録音で聴いた方がよく心になじむような気がする。でももちろんそういうのも偏見かもしれない。（中略） 結局私は二十三番と二十四番のピアノ・コンチェルトを全部聴いてしまった。」。 |
| モーツァルト 「ピアノ協奏曲第23番」「第24番」 | 上記参照。 |
| 「アイ・ゴー・トゥ・ピーセズ」                | 英国の二人組グループ、ピーター&ゴードンが1964年に発表したシングル曲。「私」はこの曲を口笛で吹きながら「良い唄だ。甘くて切ない。デュラン・デュランなんかよりずっと良い」と思う。太った娘にどんな内容の唄かと尋ねられ、「体がバラバラになってなくなってしまう唄さ」と答える。 |
| レイモン・ルフェーブル                        | フランスの編曲家・作曲家。イージーリスニング界の第一人者として知られる。タクシーを下りたあと「私」は次のような感想を述べる。 「ジム・モリソンが死んで十年以上になるが、ドアーズの音楽を流しながら走っているタクシーにめぐりあったことは一度もない。世間には変化することとしないことがあるのだ。変化しないことはいつもまで経っても変化しない。（中略） デパートの拡声装置からはレイモン・ルフェーブル・オーケストラが流れ、ビヤホールではポルカがかかり、歳末の商店街ではヴェンチャーズのクリスマス・ソングが聴こえるものなのだ」 |
| アントン・ブルックナー                        | オーストリアの作曲家。ビアホールでブルックナーのシンフォニーがかかる。「ブルックナーのシンフォニーの番号なんてまず誰にもわからない」と「私」は感想を述べる。 |
| 「川の流れを見つめて」                        | 1971年7月に発表されたボブ・ディランのシングル曲。同年11月にアルバム『グレーテスト・ヒット第2集』に収録された。「私」の乗る車のデッキでかかる曲の一つ。「ウォッチング・ザ・リヴァー・フロー」と表記されている。 |
| 「寂しき4番街」                               | 1965年9月に発表されたボブ・ディランのシングル曲。原題は "Positively 4th Street"。「私」は次のように叙述する。「ボブ・ディランは『ポジティヴ・フォース・ストリート』を唄っていた。二十年経っても良い唄というのは良い唄なのだ」 |
| フランク・チャックスフィールド                | イギリス生まれのイージーリスニング音楽家。図書館の女の子の家のFM放送でフランク・チャックスフィールド・オーケストラの「ニューヨークの秋」がかかる。 |

その他
| ウィリアム・シェイクスピア        | 「私は死ぬこと自体はそんなに怖くなかった。ウィリアム・シェイクスピアが言っているように、今年死ねば来年はもう死なないのだ」と主人公が語る箇所がある。この言葉の出典は『ヘンリー四世 第2部』。原文は「he that dies this year is quit for the next.」である。 |
| 『キー・ラーゴ』                  | 1948年公開のアメリカ映画。「私」は自宅のビデオデッキでこの映画を見る。 「私は『キー・ラーゴ』のローレン・バコールが大好きだった。『三つ数えろ』のバコールももちろん良いが、『キー・ラーゴ』の彼女には何かしら他の作品には見られない特殊な要素が加わっているように私には思える。それがいったい何であるのかをたしかめるために私は何度も『キー・ラーゴ』を観ているのだが、正確な答はまだ出ていない」。 |
| 『時の旅人』                      | ノーマン＆ジーン・マッケンジーが著したH・G・ウェルズの伝記『The Time Traveller : The Life of H.G. Wells』の邦訳書。1978年に早川書房より刊行された。1984年にハヤカワ文庫として上下巻で文庫化された。図書館の女の子のデスクの上にハヤカワ文庫版の下巻が置かれてるのを「私」は見つける。 |
| 『静かなる男』                    | 1952年公開のアメリカ映画。ジョン・フォード監督。「私」がベッドにねそべってこの映画のビデオ・テープを観ていると、東京ガスの制服を着た中年の男がやってくる。 |
| ベンソン&ヘッジス                 | 英国のタバコのブランド。二人組の男のうち「ちび」と名づけられた男がこの銘柄のタバコを吸う。 |
| ジャン＝リュック・ゴダール        | フランスの映画監督。「ちび」はデュポンのライターでベンソン&ヘッジスに火をつける。「私」は次のように述べる。「ちびは一言も口をきかずに、煙草の先端が燃えていくのをじっと見つめていた。ジャン・リュック・ゴダールの映画ならここで『彼は煙草が燃えていくのを眺める』という字幕が入るところだが、幸か不幸かジャン・リュック・ゴダールの映画はすっかり時代遅れになってしまっていた。」                   |
| ジョンソンズの ボマー・ジャケット | 二人組の男は洋服だんすの扉を開け「私」の洋服を切り裂く。切り裂かれたもののひとつ。 |
| イワン・ツルゲーネフ              | ロシアの小説家。廃墟と化した部屋の中で「私」はツルゲーネフの『ルージン』を読む。 |
| 『ストリートファイター』          | 1975年公開のアメリカ映画。チャールズ・ブロンソン、ジェームズ・コバーン主演。「私」がときどき利用するレンタルビデオ・ショップの入口でこの映画のビデオが流れる。 |
| 『緑色革命』                      | チャールズ・A・ライクが1970年に著した書籍。邦訳は1971年に早川書房より刊行された。私が次のように語る場面がある。 「そのために私は自己を変革するための訓練さえしたのだ。『緑色革命』だって読んだし、『イージー・ライダー』なんて三回も観た」 |
| トヨタ・カリーナ                  | トヨタ自動車が1970年から2001年まで生産・販売していた乗用車。「私」はレンタカーの代理店で「カリーナ 1800GT・ツインカムターボ」を借りる。 |
| 『カラマーゾフの兄弟』            | フョードル・ドストエフスキーの最後の長編小説。「私」は太った娘に言う。「あの本にはいろんなことが書いてある。小説の終りの方でアリョーシャがコーリャ・クラソートキンという若い学生にこう言うんだ。ねえコーリャ、君は将来とても不幸な人間になるよ。しかしぜんたいとしては人生を祝福しなさい」 |

## 批評
- 第21回谷崎潤一郎賞における丸谷才一の選評は次のとおり。「村上春樹氏の『世界の終りとハードボイルド・ワンダーランド』は、優雅な抒情的世界を長篇小説といふ形でほぼ破綻なく構築してゐるのが手柄である。われわれの小説がリアリズムから脱出しなければならないことは、多くの作家が感じてゐることだが、リアリズムばなれは得てしてデタラメになりがちだつた。しかし村上氏はリアリズムを捨てながら論理的に書く。独特の清新な風情はそこから生じるのである。この甘美な憂愁の底には、まことにふてぶてしい、現実に対する態度があるだらう。」[26]
- 本作品をモチーフとしたアニメーションに『灰羽連盟』が挙げられる。原作者の安倍吉俊はこの作品（特に「世界の終り」の章）から非常に影響を受けたと、『Animerica』のインタビューに対し、語っている。実際に（街に入ったときに記憶を失うこと、鳥だけが越えられる意思を持つ壁に囲まれた街、森へ立ち入ることへの禁忌など。）様々な共通点が確認できる。
- シナリオライターの麻枝准は本作から「人生観が変わるほどの衝撃を受けた」と公言している。
- 東浩紀は、本作が1990年代後半以降の「セカイ系」の基本フォーマットになったと語っている[27]。

## 単行本、文庫本
- 単行本
  - 1985年6月 新潮社（函入、ピンク色を基調とした装丁） ISBN 978-4-10-600644-9 - 純文学特別書き下ろし作品
  - 1999年5月 新潮社（新装版） ISBN 978-4-10-353410-5
  - 2005年9月 新潮社（1999年版の改装版） ISBN 978-4-10-353417-4 - 装画が落田洋子に変わった。
- 文庫本
  - 1988年10月 新潮文庫：上巻（ピンク色を基調とした装丁） ISBN 978-4-10-100134-0 下巻（メロン色を基調とした装丁）ISBN 978-4-10-100135-7
  - 2010年4月 新潮文庫（新装版）：上巻 ISBN 978-4-10-100157-9 下巻 ISBN 978-4-10-100158-6 - 装画が落田洋子に変わった。また活字が大幅に拡大。

## 翻訳
| 翻訳言語        | 翻訳者                                          | 発行日        | 発行元                    |
| --------------- | ----------------------------------------------- | ------------- | ------------------------- |
| 英語            | アルフレッド・バーンバウム                      | 1991年9月     | 講談社インターナショナル  |
| 英語            | アルフレッド・バーンバウム                      | 1991年        | Harmish Hamilton （英国） |
| 英語            | アルフレッド・バーンバウム                      | 1993年3月2日  | Vintage Press （米国）    |
| フランス語      | Corinne Atlan                                   | 1992年        | Seuil                     |
| ドイツ語        | Annelie Ortmanns-Suzuki, Jürgen Stalph          | 1995年        | Suhrkamp Verlag           |
| イタリア語      | Antonietta Pastore                              | 2002年        | Baldini & Castoldi        |
| スペイン語      | Lourdes Porta                                   | 2009年11月    | Tusquets Editores         |
| カタルーニャ語  | Imma Estany                                     | 2009年        | Edicions Empúries         |
| ポルトガル語    | Maria João Lourenço, Maria João da Rocha Afonso | 2013年3月12日 | Casa das Letras           |
| オランダ語      | Maxim de Winter, Marion op den Camp             | 1993年        | Atlas                     |
| デンマーク語    | Mette Holm                                      | 2014年5月23日 | Klim                      |
| ノルウェー語    | Kari Risvik, Kjell Risvik                       | 2001年        | Pax forlag                |
| ポーランド語    | Anna Horikoshi                                  | 1998年        | Wydawnictwo Wilga         |
| チェコ語        | Tomáš Jurkovič                                  | 2008年        | Odeon                     |
| ハンガリー語    | Erdős György                                    | 1998年        | Európa Könyvkiadó         |
| ルーマニア語    | Angela Hondru                                   | 2005年        | Polirom                   |
| ボスニア語      |                                                 | 2008年        | Šahinpašić                |
| セルビア語      | Nataša Tomić                                    | 2009年        | Geopoetika                |
| ギリシア語      |                                                 | 1994年        |                           |
| ロシア語        | Dmitry Viktorovich Kovalenin                    | 2003年        | Eksmo                     |
| ラトビア語      | Inese Avana                                     | 2007年        | Zvaigzne ABC              |
| リトアニア語    | Jūratė Nauronaitė                               | 2005年        | Baltos lankos             |
| トルコ語        | Hüseyin Can Erkin                               | 2011年        | Doğan Kitap               |
| ヘブライ語      |                                                 | 2008年        | Keter Publishing House    |
| 中国語 (繁体字) | 頼明珠                                          | 1994年9月15日 | 時報文化                  |
| 中国語 (簡体字) | 林少華                                          | 2002年10月    | 上海訳文出版社            |
| 韓国語          | キム・スヒ                                      | 1997年9月5日  | 열림원                    |
| ベトナム語      | Lê Quang                                        | 2009年        | Nhã Nam                   |
| タイ語          | นพดล เวชสวัสดิ์                                    | 2004年        | สำนักพิมพ์แม่ไก่ขยัน            |

## 舞台
2026年1月から、東京芸術劇場 プレイハウス、宮城、兵庫、愛知、福岡で公演予定。主演は、藤原竜也。